# SummerSlam (2013)
SummerSlam 2013 – gala wrestlingowa PPV, która odbyła się 18 sierpnia na arenie Staples Center w Los Angeles w stanie Kalifornia. Głównym wydarzeniem była walka John Cena–Daniel Bryan o pas WWE Championship. Walka ta była już potwierdzona – John Cena dostał możliwość wybrania sobie rywala. Druga potwierdzona walka to CM Punk–Brock Lesnar, a trzecią walką jest pojedynek Alberto Del Rio (c)–Christian.

## Rezultaty walk
| #        | Mecz                                                | Rodzaj meczu | Czas  | Zwycięzca               |
| -------- | --------------------------------------------------- | --- | ----- | ----------------------- |
| Pre-show | Dean Ambrose (c) vs. Rob Van Dam                    | Singles match + WWE United States Championship                                                                      | 13:38 | Rob Van Dam przez DQ    |
| 1        | Bray Wyatt vs. Kane                                 | Ring of Fire match                                                                                                  | 07:49 | Bray Wyatt              |
| 2        | Cody Rhodes vs. Damien Sandow                       | Singles match | 06:40 | Cody Rhodes             |
| 3        | Alberto Del Rio (c) vs. Christian                   | Singles match + World Heavyweight Championship                                                                      | 12:30 | Alberto Del Rio         |
| 4        | Brie Bella vs. Natalya                              | Singles match | 05:19 | Natalya                 |
| 5        | Brock Lesnar vs. CM Punk                            | No Disqualification match                                                                                           | 25:17 | Brock Lesnar            |
| 6        | Big E Langston i AJ Lee vs. Dolph Ziggler i Kaitlyn | Mixed Tag Team match                                                                                                | 06:45 | Dolph Ziggler i Kaitlyn |
| 7        | John Cena (c) vs. Daniel Bryan                      | Singles match + WWE Championship z sędzią specjalnym Triple H'em                                                    | 26:55 | Daniel Bryan            |
| 6        | Daniel Bryan (c) vs. Randy Orton                    | Singles match + WWE Championship z sędzią specjalnym Triple H'em Orton wykorzystał swój kontrakt Money in the Bank. | 00:08 | Randy Orton             |